# Lago Freesendorfer
El lago Freesendorfer (en alemán: Freesendorfersee) es un lago situado en el distrito de Pomerania Occidental-Rügen —junto a la costa del mar Báltico—, en el estado de Mecklemburgo-Pomerania Occidental (Alemania), a una altitud de 0.1 metros; tiene un área de 48 hectáreas.